# Francisco Perruzzi
Francisco Perruzzi (Mendoza, Argentina; 9 de febrero de 2001) es un futbolista argentino. Juega de centrocampista y actualmente juega en San Lorenzo De Almagro De La Primera División de Argentina

## Trayectoria
Perruzzi entró a las inferiores de San Lorenzo a los 14 años, y debutó con el primer equipo el 19 de abril de 2022 ante Unión de Santa Fé por la Primera División.
Renovó su contrato con el club en marzo de 2023.

## Estadísticas
Actualizado al último partido disputado el 30 de mayo de 2024.
| Club                  | Div.          | Temporada     | Liga  | Liga  | Liga   | Copas nacionales | Copas nacionales | Copas nacionales | Copas internacionales | Copas internacionales | Copas internacionales | Total | Total | Total  |
| Club                  | Div.          | Temporada     | Part. | Goles | Asist. | Part.            | Goles            | Asist.           | Part.                 | Goles                 | Asist.                | Part. | Goles | Asist. |
| --------------------- | ------------- | ------------- | ----- | ----- | ------ | ---------------- | ---------------- | ---------------- | --------------------- | --------------------- | --------------------- | ----- | ----- | ------ |
| San Lorenzo Argentina | 1.ª           | 2022          | 10    | 0     | 0      | -                | -                | -                | -                     | -                     | -                     | 10    | 0     | 0      |
| San Lorenzo Argentina | 1.ª           | 2023          | 13    | 0     | 0      | -                | -                | -                | 4                     | 0                     | 0                     | 17    | 0     | 0      |
| San Lorenzo Argentina | 1.ª           | 2024          | 8     | 0     | 0      | -                | -                | -                | 5                     | 0                     | 0                     | 13    | 0     | 0      |
| San Lorenzo Argentina | Total club    | Total club    | 31    | 0     | 0      | 0                | 0                | 0                | 9                     | 0                     | 0                     | 40    | 0     | 0      |
| Total carrera         | Total carrera | Total carrera | 31    | 0     | 0      | 0                | 0                | 0                | 9                     | 0                     | 0                     | 40    | 0     | 0      |

## Vida personal
Su padre Marcelo fue futbolista, jugó en los clubes Huracán (San Rafael), Lujan de Cuyo, Guaymallen de Mendoza, entre otros.